# QutIM
qutIM е мултиплатформен клиент за обмяна на моментни съобщения с отворен код, поддържащ множество протоколи, разпространяван под GNU General Public License. Проектът стартира през януари 2008 и е в процес на активна разработка. Основната цел е създаването на бърз и удобен за потребителя клиент за комуникация. Програмата се разработва на C++ с Qt 4.3 (4.4/4.5 за версия 0.1.99).
Приключи разработката на версия 0.2 (тестова 0.1.99), в която голяма част от кода е пренаписана от нула, добавена е поддръжка на Jabber, Mail.ru Агент, IRC.

## Функционалност
- X-статуси
- Поддръжка на табове/раздели на прозореца със съобщения
- Anti-spam филтър
- Лични списъци
- Едновременна поддръжка на няколко сметки/акаунти
- Поддръжка на няколко протокола
- Многоезичен интерфейс
- Предаване на файлове
- Поддръжка на HTTP- и SOCKS 5-прокси
- Поддръжка на аватари
- Поддръжка на икони за статус и емотикони от Adium
- Поддръжка на стилове от Adium
- Поддръжка на звуци
- Отчет за получени съобщения
- Уведомления при писане на текст
- Поддръжка на добавки/плъгини

## Добавки/плъгини
Възможностите на програмата могат да бъдат значително разширени с помощта на плъгини. Всички налични до момента плъгини могат да бъдат намерени и изтеглени от форума на проекта.

## Поддържани протоколи
Протоколите се поддържат под формата на добавки/плъгини. Понастоящем са налични следните протоколи:
- ICQ
- Jabber (XMPP)
- В Контакте
- IRC
- Mail.ru Агент